# Staurophora jankowskii
Staurophora jankowskii är en fjärilsart som beskrevs av Alphéraky 1897. Staurophora jankowskii ingår i släktet Staurophora och familjen nattflyn. Inga underarter finns listade i Catalogue of Life.